# Eupeodes alaceris
Eupeodes alaceris är en tvåvingeart som beskrevs av He och Li 1998. Eupeodes alaceris ingår i släktet fältblomflugor, och familjen blomflugor. Inga underarter finns listade i Catalogue of Life.